# Sándor Márai
Sándor Márai [ˈʃaːndor ˈmaːrɒi] (n. 11 aprilie 1900, Kassa, Austro-Ungaria – d. 21 februarie 1989, San Diego, California, SUA) a fost unul din cei mai de seamă poeți, scriitori și dramaturgi maghiari.

## Biografie
Sándor Márai, născut Sándor Károly Henrik Grosschmid , s-a născut în anul 1900, în Cașovia, în Imperiul Austro-Ungar (astăzi în Slovacia), ca fiu al unui avocat german și al unei mame maghiare. Se mută în 1918 în Germania, unde va studia jurnalistica. Începe să publice în Frankfurter Zeitung, lucrând mai târziu ca corespondent la Paris. Se căsătorește în 1923 cu Ilona Matzner, evreică de naționalitate, emigrând la Paris. În 1928 se întoarce împreună cu soția sa în Ungaria, unde va avea o viață literară intensă timp de aproape treizeci de ani. În anul 1938 publică romanul „Moștenirea Eszterei”. În 1942 va fi primit în Academia Ungară de Științe. Înainte de regimul comunist, în anul 1948, părăsește definitiv Ungaria, emigrând mai întâi în Elveția, apoi în Italia, Canada și în final, în 1952, în SUA. Însă patria sa culturală va rămâne Europa. După moartea soției sale, în 1986, se stabilește definitiv în San Diego (California). Nu mult după moartea soției, moare și fiul său adoptiv.
La 22 februarie 1989, cu puțin înainte de căderea Zidului Berlinului, Márai s-a sinucis în exil.

## Opere

### Cărți publicate în țară
- Emlékkönyv (poezii) 1918
- Emberi hang (poezii) 1921
- Männer (dramă) 1921
- Panaszkönyv (schițe) 1922
- A mészáros (roman) 1924 (Kassán a Mészáros utcában éltek.)
- Istenek nyomában (note de călătorie) 1927
- Bébi vagy az első szerelem (roman) 1928
- Mint a hal vagy a néger (poezii) 1930
- Zendülők [A Garrenek műve I.] (roman) 1930)
- Idegen emberek (roman) 1930
- Műsoron kívül (nuvele) 1931
- Csutora (roman) 1932
- Teréz (povestiri) 1932
- A szegények iskolája (eseu) 1933
- A sziget (roman) 1934
- Egy polgár vallomásai (roman) 1934
- Bolhapiac (scurte povestiri, portofoliu) 1934
- Egy polgár vallomásai 1-2. kötet (roman) 1935
- Egy polgár vallomásaiból (scurte povestiri) 1935
- Farkasrét (poezii) 1935
- Válás Budán (roman) 1935
- Naptárcsere (scurte povestiri) 1935
- Kabala (nuvele, articole) 1936
- Napnyugati őrjárat (note de călătorie) 1936
- A féltékenyek [A Garrenek műve II.] (roman) 1937
- A négy évszak (proza epigramă) 1938
- Eszter hagyatéka - Déli szél (roman) 1939
- Vendégjáték Bolzanóban (roman) 1940
- Szindbád hazamegy (roman) 1940
- Kaland (dramă) 1940
- Kassai őrjárat (eseu) 1941
- Mágia (scurte povestiri) 1941
- Az igazi (roman) 1941
- Jó ember és rossz ember (portofoliu) 1941
- Ég és föld (aforisme, reflexii) 1942
- Röpirat a nemzetnevelés ügyében (studiu) 1942
- A gyertyák csonkig égnek (roman) 1942
- A kassai polgárok (dramă) 1942
- Füves könyv (proză, epigrame, maxime) 1943
- Vasárnapi krónika (articole) 1943
- Sirály (roman) 1943
- Bolhapiac (scurte povestiri) 1944
- Verses Könyv (poezii) 1945
- Napló 1943–1944 1945
- Varázs (comedie) 1945
- Ihlet és nemzedék (studii, eseuri) 1946
- A nővér (roman) 1946
- Medvetánc (scurte povestiri) 1946
- Európa elrablása (note de căltorie) 1947
- Sértődöttek 1. A hang (roman) 1947
- Sértődöttek 2. Jelvény és jelentés (roman) 1948
- Sértődöttek 3. Művészet és szerelem (roman) 1948

### Cărți publicate în perioada exilului
- Béke Ithakában (roman) 1952
- Napló (1945–1957) 1958
- Egy úr Velencéből (verses játék) 1960
- San Gennaro vére (roman) 1965
- Napló 1958–1967 1968
- Ítélet Canudosban (roman) 1970
- Rómában történt valami (roman) 1971
- Föld, föld…! (memorii) 1972
- Erősítő (roman) 1975
- Napló (1968–1975) 1976
- A delfin visszanézett (poezii) 1978
- Judit… és az utóhang (roman) 1980
- Jób… és a könyve (színdarabok) 1982
- Harminc ezüstpénz (roman) 1983
- Napló (1976–1983) 1985
- A Garrenek műve (roman) 1988

## Cărți traduse în limba română
- Lumânările ard până la capăt, Editura Curtea Veche, 2004, ISBN 978-973-669-821-7
- Moștenirea Eszterei, Editura Curtea Veche, 2006, ISBN 973-669-247-7
- Turneu la Bolzano, Editura Curtea Veche, 2008, ISBN 978-973-669-639-8

## Film biografic
În anul 2007 apare prima dată într-un film descrierea vieții sale. Filmul Emigrantul (Az emigráns) este regizat de Györgyi Szalai și István Dárday, iar rolul lui  Márai este interpretat de actorul Ferenc Bács.

## Ecranizări
Fiorii tinereții (în poloneză: Tatarak) este un film polonez din 2009 în regia lui Andrzej Wajda bazat pe povestirea „Rendelés előtt” a lui Sándor Márai.

## Galerie

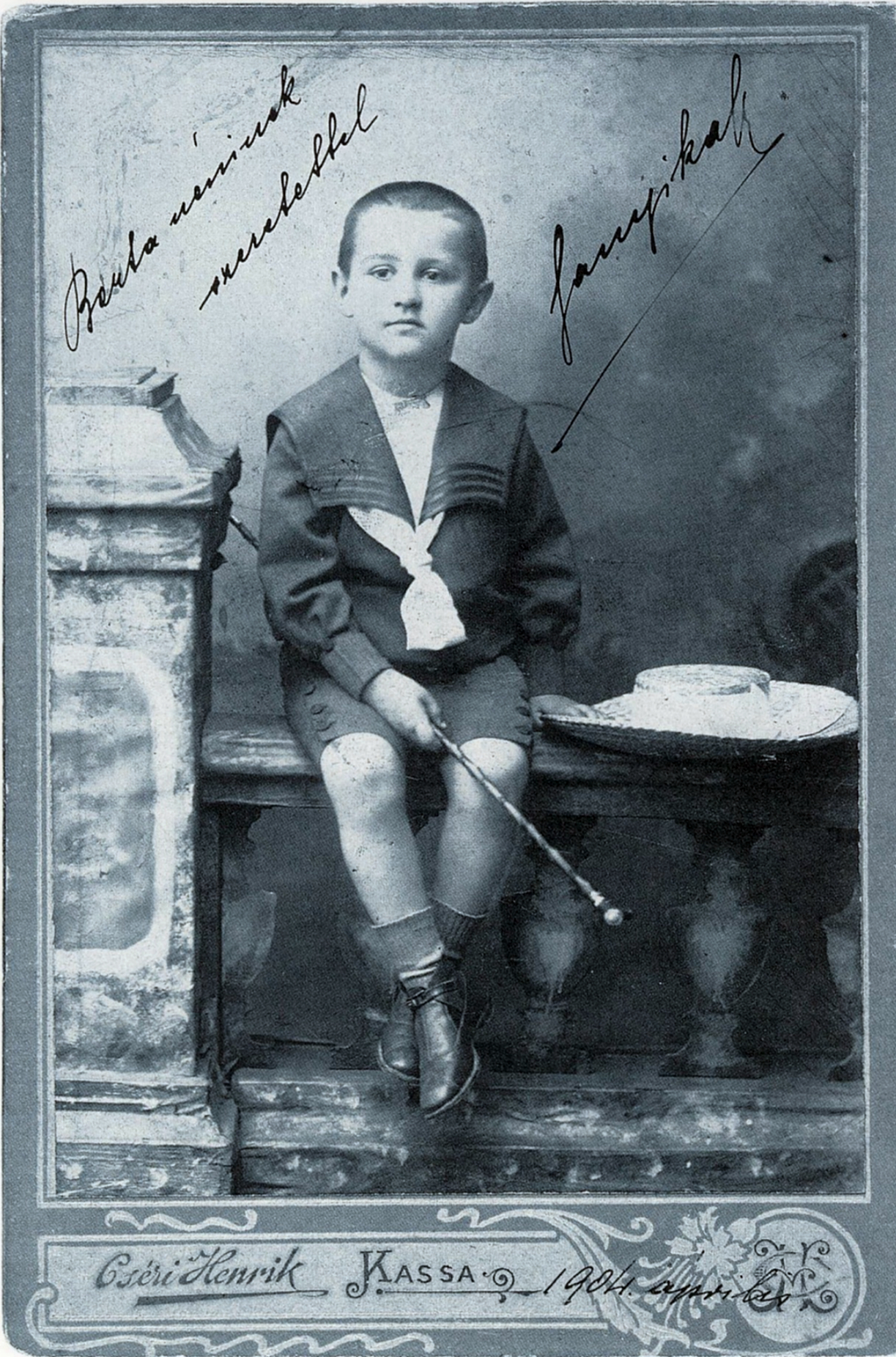
Sándor Márai la vârsta de patru ani
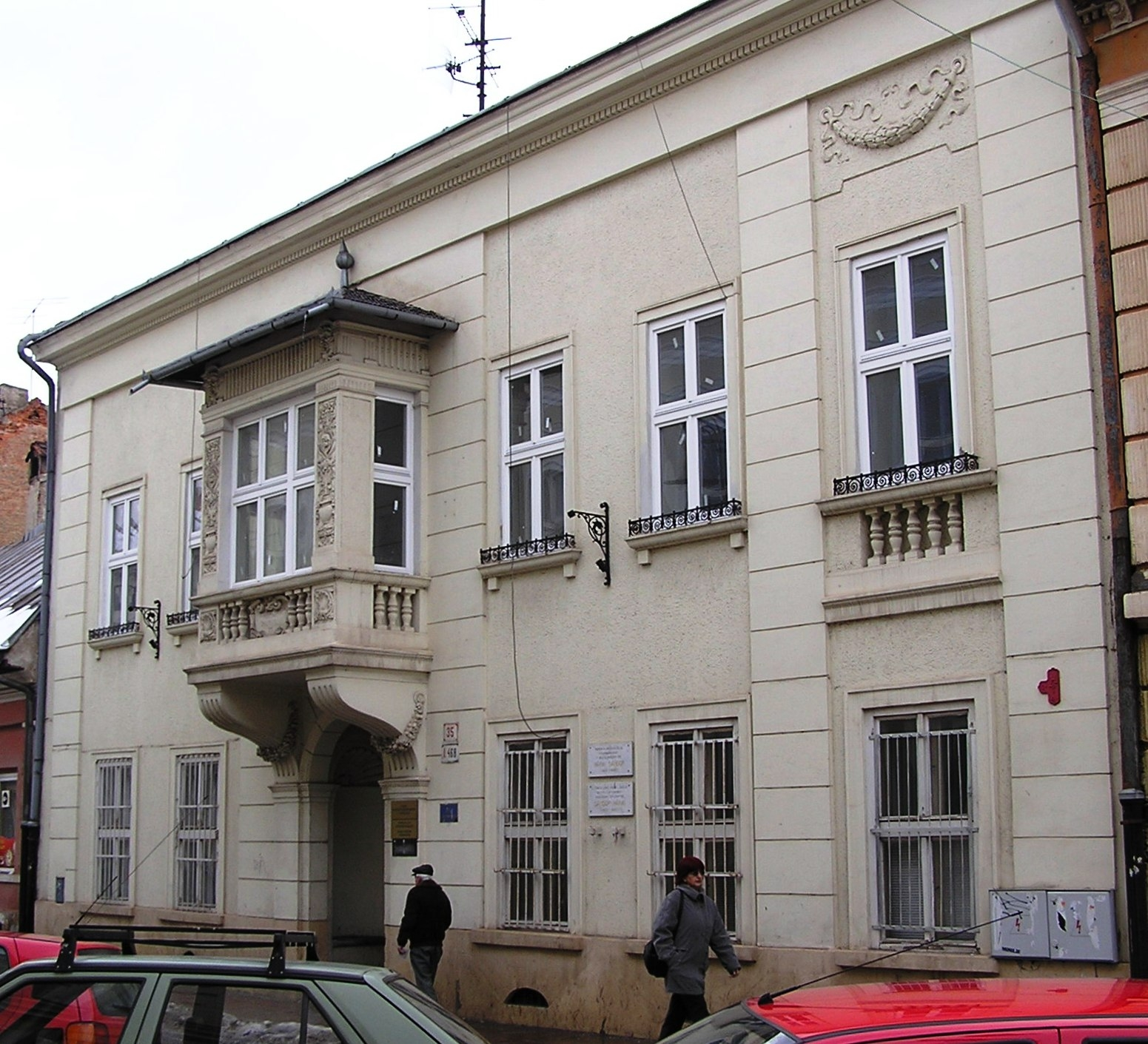
Fosta casă a familiei Grosschmid din Košice, strada Mészáros, nr. 35. Astăzi casa memorială Márai
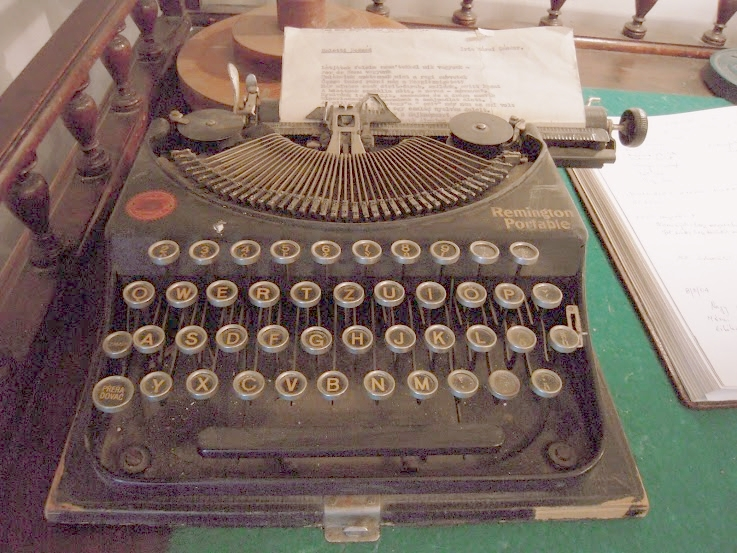
Mașina de scris a lui Sándor Márai, Košice
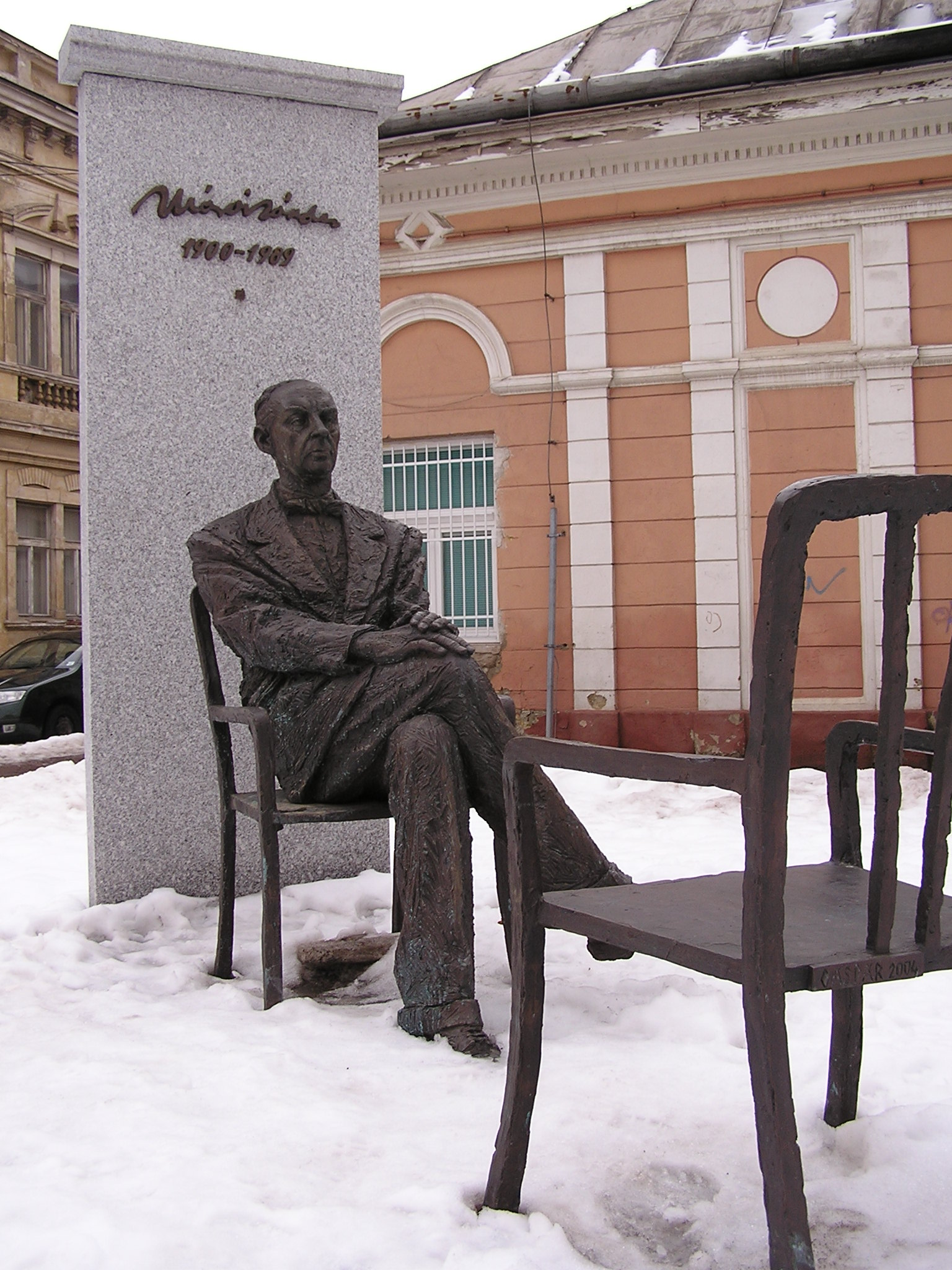
Statuia lui Márai în Košice (Peter Gaspar)
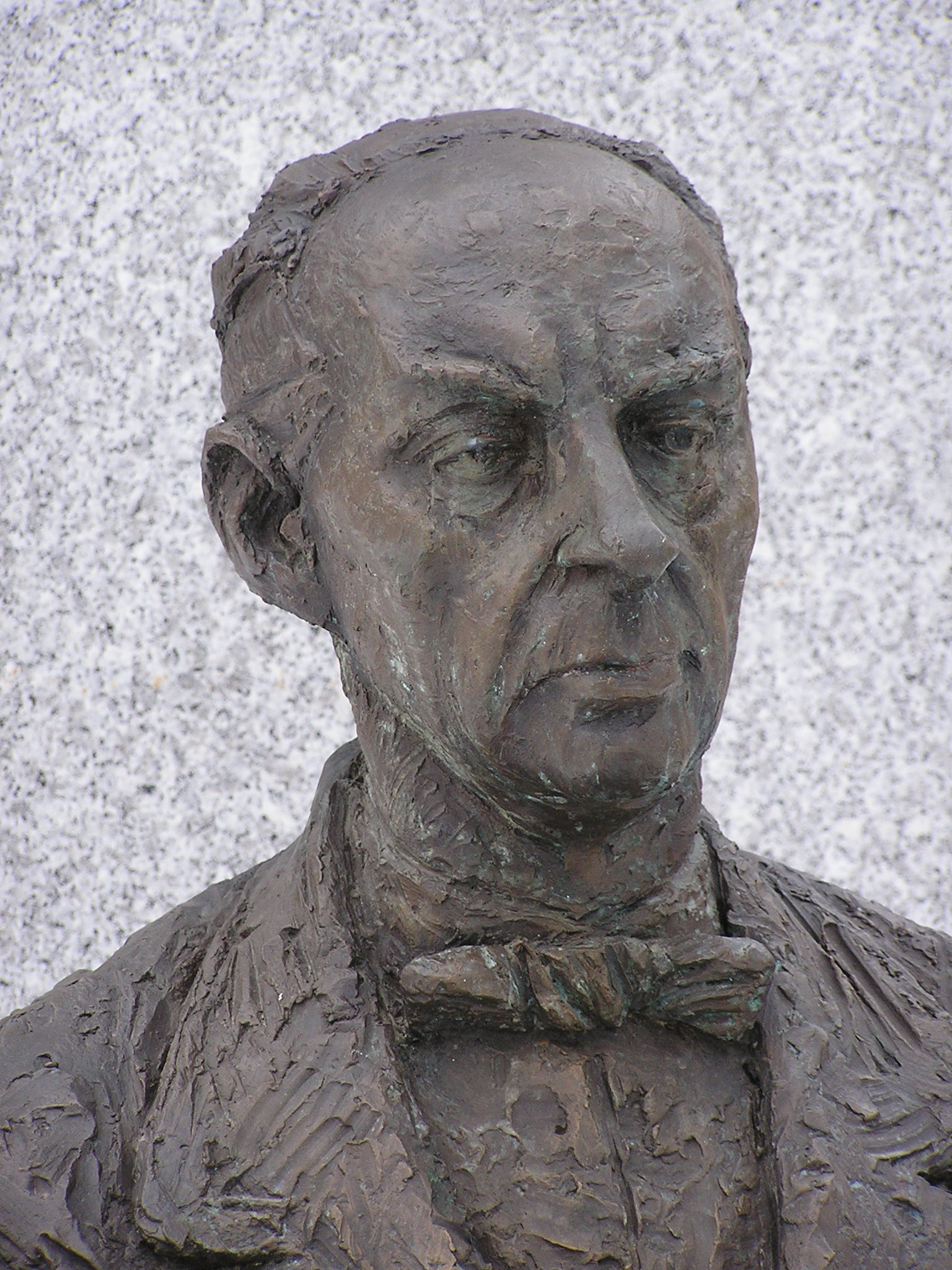
Sándor Márai (detaliu statuie, Košice, Slovacia)
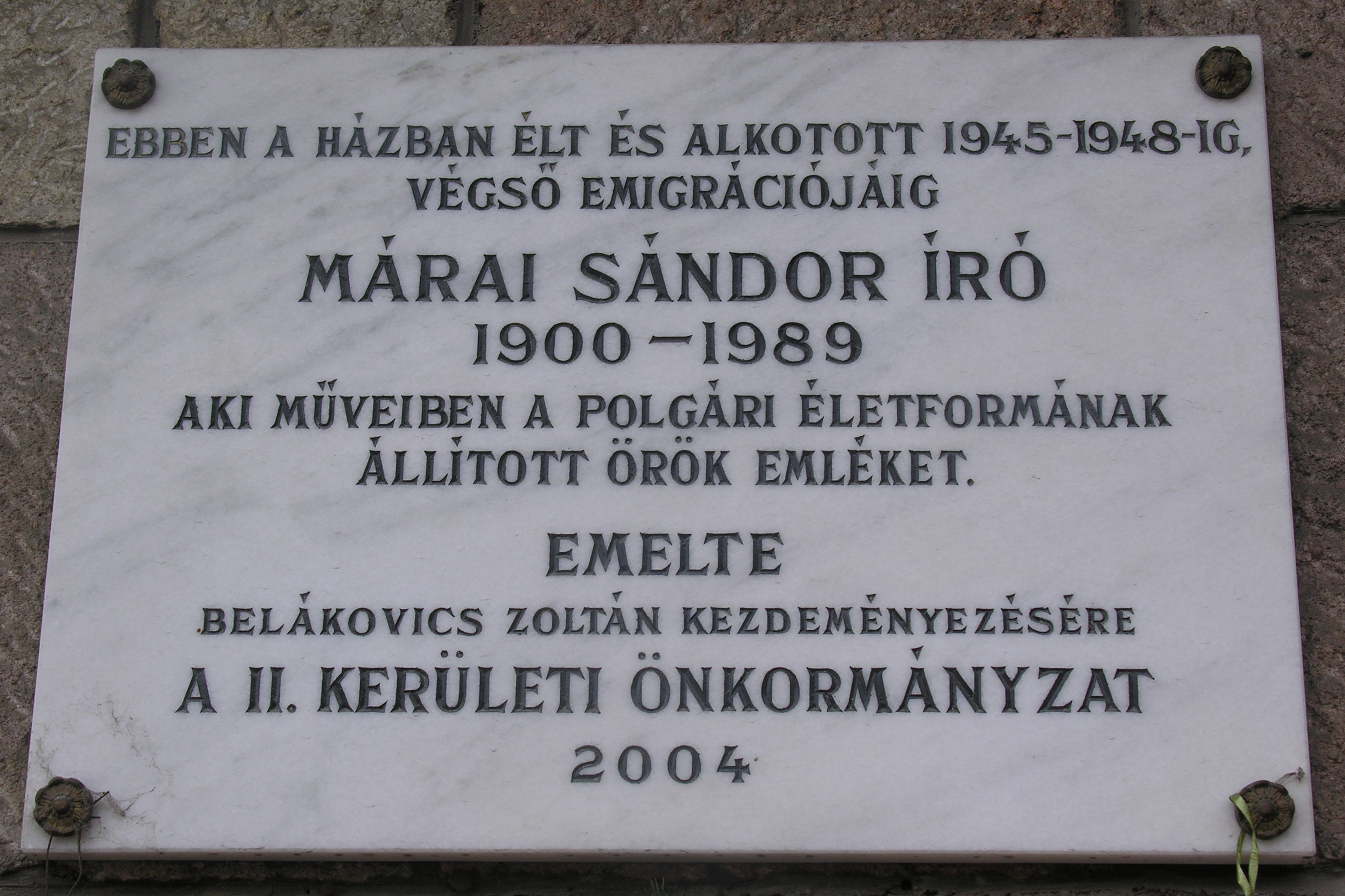
Márai Sándor, placă memorială pe ultima casa în care a locuit în Ungaria, Rómer Flóris utca 28.
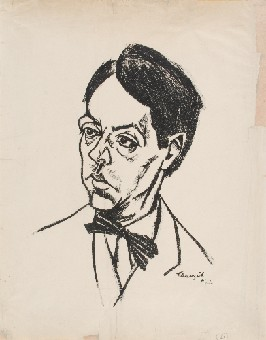
Tihanyi Lajos: portret din 1924